# 좋은 아침 유형서입니다
좋은 아침 유형서입니다는 iTV 경인방송의 라디오 채널 iTV iFM에서 2004년 10월 11일부터 2004년 11월 14일까지 한달간 방송했던 아침정보 라디오 프로그램이다.
DJ는 유형서 아나운서이며, 방송시간은 매일 아침 7시부터 아침 9시까지이다.
| iTV iFM             |                        |                           |
| 이전                | 좋은 아침 유형서입니다 | 다음                      |
| 굿모닝 클래식       | 좋은 아침 유형서입니다 | 김태훈의 음악이 있는 아침 |
| 아침 6시 ~ 아침 7시 | 아침 7시 ~ 아침 9시    | 아침 9시 ~ 오전 11시      |
|                     |                        |                           |